# 別府村 (高知県)
別府村（べふむら）は、高知県高岡郡にあった村。現在の吾川郡仁淀川町の南部、仁淀川の右岸にあたる。

## 地理
- 山岳：三方山、鳥形山、黒滝山、正木の森
- 河川：仁淀川

## 歴史
- 1889年（明治22年）4月1日 - 町村制の施行により、森村・川渡村・高瀬村・別枝村・久喜村の区域をもって発足。
- 1896年（明治29年） - 大字久喜が分割して大字本村・加枝・大蕨となる。
- 1954年（昭和29年）9月1日 - 長者村と合併して仁淀村が発足。同日別府村廃止。
- 1955年（昭和30年）11月1日 - 仁淀村のうち旧村域の一部（大字本村・加枝）を吾川郡吾川村に編入。